# Parazoma swanni
Parazoma swanni är en fjärilsart som beskrevs av Louis Beethoven Prout 1941. Parazoma swanni ingår i släktet Parazoma och familjen mätare. Inga underarter finns listade i Catalogue of Life.